# 門前町 (岡崎市)
門前町（もんぜんちょう）は、愛知県岡崎市の町名である。現行行政地名は門前町1丁目と門前町（丁目設定なし）。

## 地理
岡崎市の西部に位置し、岡崎市の中心地に相応する。
当町の住所は1丁目の他に、町の後に直接番地が振られている区域もあるが本項では割愛する。

## 世帯数と人口
2019年（令和元年）5月1日現在の世帯数と人口は以下の通りである。
| 町丁   | 世帯数  | 人口  |
| ------ | ------- | ----- |
| 門前町 | 113世帯 | 228人 |

### 人口の変遷
国勢調査による人口の推移
| 1995年（平成7年）  | 326人 | [ 5 ] |  |
| 2000年（平成12年） | 287人 | [ 6 ] |  |
| 2005年（平成17年） | 261人 | [ 7 ] |  |
| 2010年（平成22年） | 256人 | [ 8 ] |  |
| 2015年（平成27年） | 234人 | [ 9 ] |  |

## 小・中学校の学区
市立小・中学校に通う場合、学区は以下の通りとなる。
| 番・番地等 | 小学校             | 中学校             | 高等学校普通科 |
| ---------- | ------------------ | ------------------ | -------------- |
| 全域       | 岡崎市立梅園小学校 | 岡崎市立甲山中学校 | 三河学区       |

## 歴史
額田郡岡崎門前町を前身とする。岡崎城下の城下町として栄えた。

### 沿革
- 1889年（明治22年）10月1日 - 町村制施行に伴い、岡崎横町・岡崎亀井町・岡崎久右衛門町・岡崎魚町・岡崎康生町・岡崎材木町・岡崎十王町・岡崎松本町・岡崎上肴町・岡崎伝馬町・岡崎田町・岡崎唐沢町・岡崎島町・岡崎投町・岡崎能見町・岡崎八幡町・岡崎板屋町・岡崎福寿町・岡崎門前町・岡崎祐金町・岡崎裏町・岡崎両町・岡崎連尺町・岡崎六地蔵町・岡崎籠田町・菅生村・中村・梅園村・八帖村・六供村が合併し、岡崎町大字門前となる[11]。
- 1916年（大正5年）7月1日 - 市制施行に伴い、岡崎市大字門前となる[12]。
- 1917年（大正6年）7月1日 - 門前町に改称[12]。
- 1957年（昭和32年）11月15日 - 1丁目を設置。一部が伝馬通3～4丁目・久右ヱ門町1丁目となる[12]。

## 施設
- 門前町公民館
- 随念寺

## 交通
- 愛知県道477号東大見岡崎線（通称：モダン道路）
- 別院前通り
- 門前通り

## その他

### 日本郵便
- 郵便番号 : 444-0032[3]（集配局：岡崎郵便局[13]）。

## 参考資料
- 「角川日本地名大辞典」編纂委員会 編『角川日本地名大辞典 23 愛知県』角川書店、1989年3月8日。ISBN 4-04-001230-5。
- 有限会社平凡社地方資料センター 編『日本歴史地名大系第23巻 愛知県の地名』平凡社、1981年。ISBN 4-582-49023-9。
- 新編岡崎市史編さん委員会 編『新編岡崎市史 総集編 20』1993年。